# Ґай Карлтон, 1-й барон Дорчестер
Ґай Карлтон, 1-й барон Дорчестер КБ (3 вересня 1724, Страбан, графство Тірон — 10 листопада 1808, Бішам, Беркшир) — британський генерал, який обіймав посаду губернатора провінції Квебек, а згодом — генерал-губернатора Британської Північної Америки та лейтенант-губернатора Нижньої Канади.

## Життєпис
Він походив з родини північноірландського дворянства і був третім сином Крістофера Карлтона († 1738), лейда Ньюрі в графстві Даун.
Як і його старші брати Вільям і Томас, він вступив до британської армії і 21 травня 1742 року отримав звання енсина 25-го піхотного полку . З цим полком він брав участь у битвах під Деттінґеном (1743), Фонтеной (1745), Каллоденом (1746) та в облозі Берґен-оп-Зум (1747) і 1 травня 1745 отримав звання лейтенанта. 22 липня 1751 року він став лейтенантом 1-го гвардійського полку і 18 червні 1757 отримав звання капітана-лейтенанта і потім підполковника.
У червні та липні 1758 року він брав участь в облозі Луїсбурґа під командуванням генерала Емгерста і 24 серпня 1758 року став підполковником 72-го піхотного полку, а 30 грудня 1758 року отримав посаду генерал-квартирмейстера і, лише для Америки, звання полковника. Брав участь в облозі Квебеку під керівництвом генерала Вульфа і бувпоранений у вересні 1759 року під час взяття міста в битві на рівнинах Авраама. У 1761 році він брав участь у завоюванні Бель-Іль з тимчасовим званням в.о.бригадира під час нападу на Порт Андро 8 серпня 1761 року. Знов поранений у квітні 1761 р. і 9 березня 1762 року він отримав звання полковника , того ж року брав участь в облозі Гавани під командуванням генерала лорда Альбемарла і 22 липня 1762 року знову поранений.
24 вересня 1766 року він був призначений в.о. губернатора провінції Квебек, а в 1768 році, після відкликання генерал-губернатора Мюррея, взяв на себе управління цією колонією вже як губернатор. Протягом 1770 року він взяв відпустку і поїхав до Англії. 2.квітня 1772 р. призначений полковником 47-го піхотного полку, а 25 травня 1772 дослужився дозвання генерал-майора. Будучи губернатором Квебеку, він особисто лобіював у британській палаті громад у 1774 році прийняття Квебецького акту, який покращив відносини між французькими та британськими канадцями та сприяв лояльності Канади британській короні під час Війни за незалежність США.
Коли генерал Ґейдж відмовився від верховного командування британськими військами в Америці в червні 1775 року, командування було розділене. Карлтон командував Канадою, а генерал Гау — усім на південь від неї. Восени 1775 року Карлтон, під командуванням якого тоді були нечисленні війська, зіткнувся з вторгненням США. У жовтні 1775 року він розгромив американську флотилію в морській битві при Валькурі, але не зміг перешкодити американцям взяти форт Сент-Джон і Монреаль у листопаді 1775 року. Сам Карлтон ледве втік з Монреаля в Квебек-Сіті, де організував оборону. Він відбив 31 грудня 1775 року в битві за Квебек американську атаку під керівництвом Річарда Монтґомері та Бенедикта Арнольда і пережив довгу зимову облогу міста, поки в травні та червні 1775 року значні британські війська не прибули морем як підкріплення і не змусили американців відійти з Канади. 26 березня 1776 року він отримав звання генерала, дійсне тільки для Америки а в липні 1776 р. посвячений у кавалери ордена Лазні . У вересні 1777 року присвоєно звання генерал-лейтенанта. У травні 1777 року він був замінений на посаді головнокомандувача в Канаді генералом Бургойн, а потім попросив його відкликати з посади губернатора, що поступово відбулося між 20 травня 1777 року і 21 квітня 1778 р. . У своїй рідній Ірландії він був призначений губернатором форту Чарлемонт в графстві Арма в лютому 1778 року , на цьому посту він перебував до самої смерті.
23 лютого 1782 року Карлтон був призначений головнокомандувачем британськими військами в Північній Америці , після чого він повернувся до Америки в травні 1782 року, на цьому посту він перебував до листопада 1783 року. На знак визнання його досягнень він у серпні 1786 року отримав титул барона Дорчестера з Дорчестера в графстві Оксфорд і таким чином став членом Палати лордів. У 1786 році він був відновлений на посаді губернатора канадських провінцій Квебека, Нової Шотландії і Нью-Брансвіку. На тлі Французької революції та спроб США розпалити антибританські настрої він прагнув зберегти лояльність канадського народу і забезпечив прийняття Конституційного акта 1791 року. Завдяки змінам, які виникли в результаті конституційного закону, він став губернатором Британської Північної Америки в 1791 році, а також лейтенантом-губернатором Нижньої Канади. У 1796 році він вийшов у відставку і повернувся до Англії.
18 травня 1974 року уряд Канади рішенням міністра, відповідального за історичні місця і пам'ятки Канади, вшанував Карлтона і оголосив його «особою національного історичного значення».

## Шлюб і спадкоємці
22 травня 1772 року він одружився з леді Марією Говард († 1836), третьою дочкою Томаса Говарда, 2-го графа Еффінґема. З нею у нього було дев'ять синів і дві дочки, з яких п'ятеро дітей досягли повноліття:
- Шановний Френсіс Карлтон ⚭ 1802 Rev. Джон Орд;
- Шановний Крістофер Карлтон (1775–1806), підполковник британської армії, ⚭ 1797 Прісцилла Марта Белфорд;
- Шановна Марія Карлтон (1777–1863) ⚭ 1810 Вільям Орд-Паулетт, 2-й барон Болтон ;
- Шановний Джордж Карлтон (1781–⚔ 1814), підполковник. британської армії, ⚭ Генрієтта Кінґ;
- Високодостойний Річард Карлтон (1792–1860), англіканський вікарій Нейтлі-Скурс у Гемпширі, ⚭ 1820 Франсез Луїза Гортон.

Коли він помер у 1808 році у віці 82 років, його онук Артур Карлтон, єдиний син його третього сина Крістофера, успадкував його титул як 2-й барон Дорчестер. Оскільки він залишився бездітним, його наступником у 1826 році став Ґай Карлтон, старший син молодшого сина Чарльстона Річарда, як 3-й барон.

## Відзнаки
Його іменем названі такі місця:
- Дорчестер, місцевість у Нью-Брансвіку
- Площа Дорчестера, площа в Монреалі
- Округ Карлтон, колишній округ в Онтаріо, нині частина Оттави
- Округ Ґайсборо, округ у Новій Шотландії, Канада

## Вебпосилання
- General Guy Carleton, 1st Baron Dorchester auf thepeerage.com
- Mr Guy Carleton im Hansard (englisch)